# Il caso Collini (film)
Il caso Collini (Der Fall Collini) è un film drammatico tedesco del 2019 diretto da Marco Kreuzpaintner basato sull'omonimo romanzo di Ferdinand von Schirach. Il caso Collini è stato premiato da Cinema for Peace Foundation con il premio di giustizia 2020.

## Trama
In Germania, un giovane avvocato, incaricato d'ufficio della difesa di un omicida che si chiude in un ostinato silenzio, ricostruisce la verità storica del movente e svela la genesi di una legge che ha permesso alla vittima di sfuggire alla giustizia penale ma non alla vendetta. Costretto a mantenere il proprio ruolo e a mettere da parte le proprie emozioni, il giovane avvocato scopre che la vittima nascondeva in realtà inquietanti segreti e che le motivazioni dell'assassino risiedono in un lontano passato, ad alcune delle fasi più drammatiche della Seconda Guerra Mondiale.

## Produzione
Le scene ambientate a Montecatini Val di Cecina, vicino a Pisa, sono state in realtà girate a Monteriggioni, piccolo comune situato vicino a Siena, fatta eccezione per la scena notturna in cui i nazisti irrompono nelle case. Il film contiene numerose inesattezze, la prima delle quali è il riferimento ai marchi tedeschi, nonostante il film sia ambientato nel 2001, secondariamente la confusione fra le località di Montecatini Terme, indicata nel documento di Collini, e di Montecatini Val di Cecina. Inoltre viene spesso confusa la Wehrmacht, l'esercito regolare tedesco, con i reparti delle SS.